# Val Rezzo
Val Rezzo es una localidad y comune italiana de la provincia de Como, región de Lombardía, con 176 habitantes.

## Evolución demográfica
| Gráfica de evolución demográfica de Val Rezzo entre 1861 y 2001 |
|                                                                 |
| Fuente ISTAT - elaboración gráfica de Wikipedia                 |